# Pearl Street Station

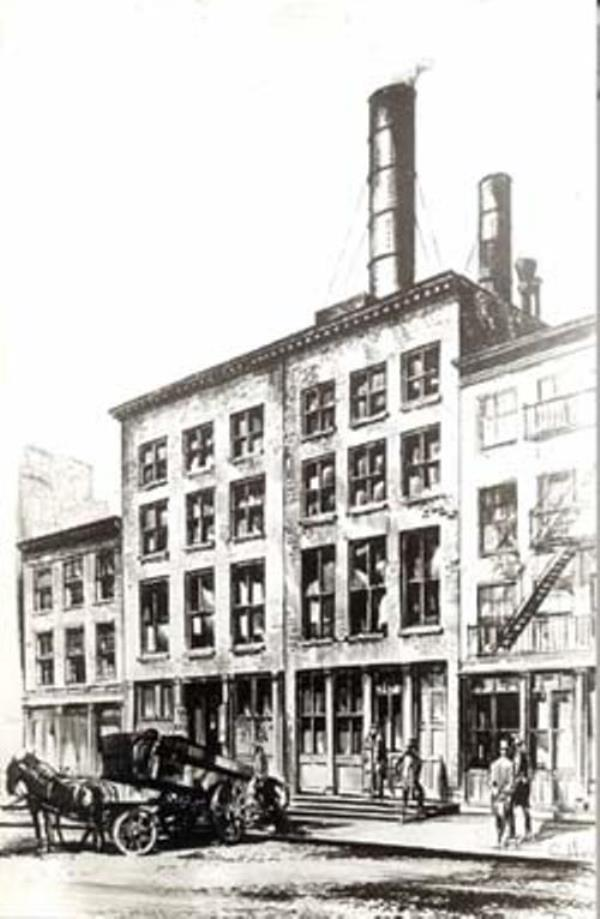
Pearl Street Station

Pearl Street Station est la première centrale électrique construite par Thomas Edison et mise en service le 4 septembre 1882. Elle était située au sud de Manhattan, au 255-257 Pearl Street, près de Fulton Street.  C'est la première centrale électrique de l'Edison Illuminating Company (en).
Elle a permis d'alimenter en électricité les bureaux du New York Times et de quelques bâtiments du sud de Manhattan. Du fait du type de courant produit, le courant continu, le rayon de raccordement était limité à 800 m autour de la centrale.
Elle a été détruite partiellement par un incendie en 1890, et a fonctionné jusqu'en 1895. Une plaque de la New York Edison Company a été posée en 1917 à l'emplacement du bâtiment aujourd'hui détruit.